# Aylmer (Québec)
Pour les articles homonymes, voir Aylmer.
Aylmer est un secteur de l'ouest de la ville de Gatineau au Québec. S'étendant sur un territoire de 88 km2, sa population en 2016 est de 64 642 personnes. 
Le village qui allait devenir Aylmer est fondé en 1818, et est incorporé en municipalité en 1847. Celle-ci est fusionnée le 1er janvier 1975 avec la municipalité de Lucerne (créée en 1878 sous le nom de Hull-Partie-Sud) et le village de Deschênes (créée en 1920 à partir de Hull-Partie-Sud). Le nom de la nouvelle municipalité a été choisi par référendum en 1976. Le dernier maire, élu pour une seconde fois le 13 octobre 1999, est Marc Croteau,. Elle est fusionnée à Gatineau en 2002.
Elle est nommée en l'honneur de Matthew Whitworth-Aylmer (1775–1850), gouverneur général de l'Amérique du Nord britannique et lieutenant-gouverneur du Bas-Canada, de 1830 à 1835. Le premier maire, John Egan (en) (1811–1857), est élu le 21 septembre 1847.

## Géographie
Elle est riveraine de la rivière des Outaouais et est traversée par la route 148, qui relie Laval à L'Isle-aux-Allumettes.
En raison de sa proximité avec la capitale nationale canadienne Ottawa, la ville d’Aylmer est surtout un emplacement résidentiel. Bien pourvue en terrains de golf, espaces verts, espaces pour embarcations fluviales et pistes cyclables, cette ville subit néanmoins peu de développement industriel. Pratiquement tous les grands magasins, les boutiques communautaires, les centres de services, la piscine intérieure, l'aire de planche à roulettes et les restaurants sont situés le long du chemin d'Aylmer.

## Histoire

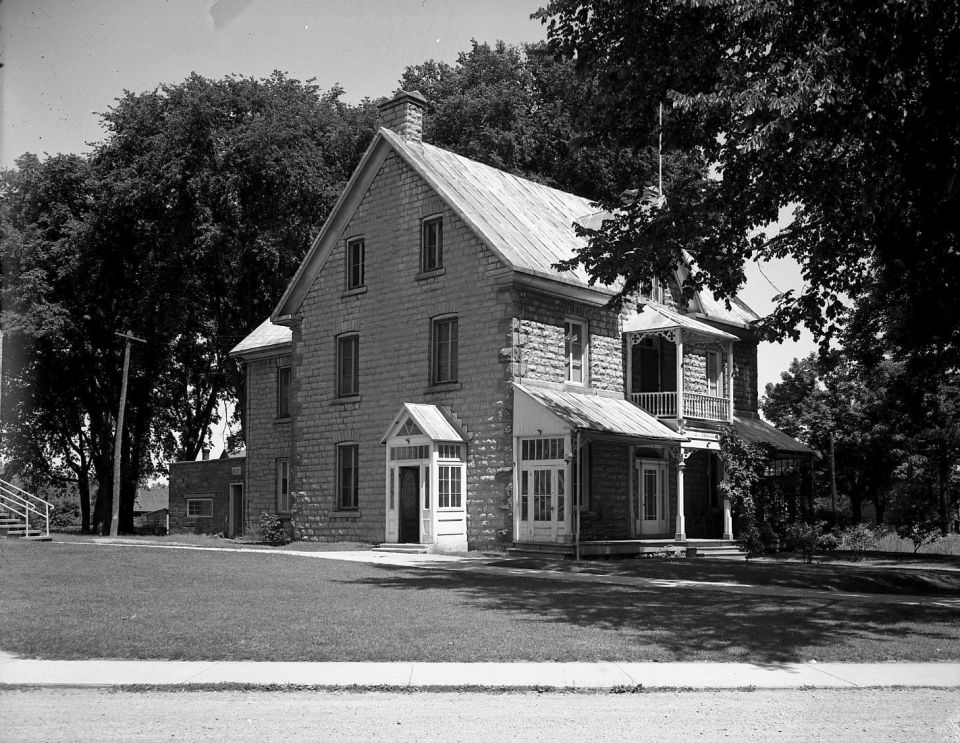
Presbytère de la paroisse Saint-Paul d'Aylmer.

Avant sa fondation, certaines parties d'Aylmer, comme la plupart des régions avoisinantes de la région d'Ottawa, sont occupées par les Algonquins comme camps d'été. Les premiers explorateurs européens connus à atteindre l'emplacement actuel d'Aylmer sont Nicolas de Vignau et Samuel de Champlain au début du XVIIe siècle dans leurs explorations à l'ouest de Québec. Ce n'est qu'au début du XIXe siècle que la colonisation de la région a commencé ; à la même époque, les fondations des communautés de Hull et de Bytown étaient établies.

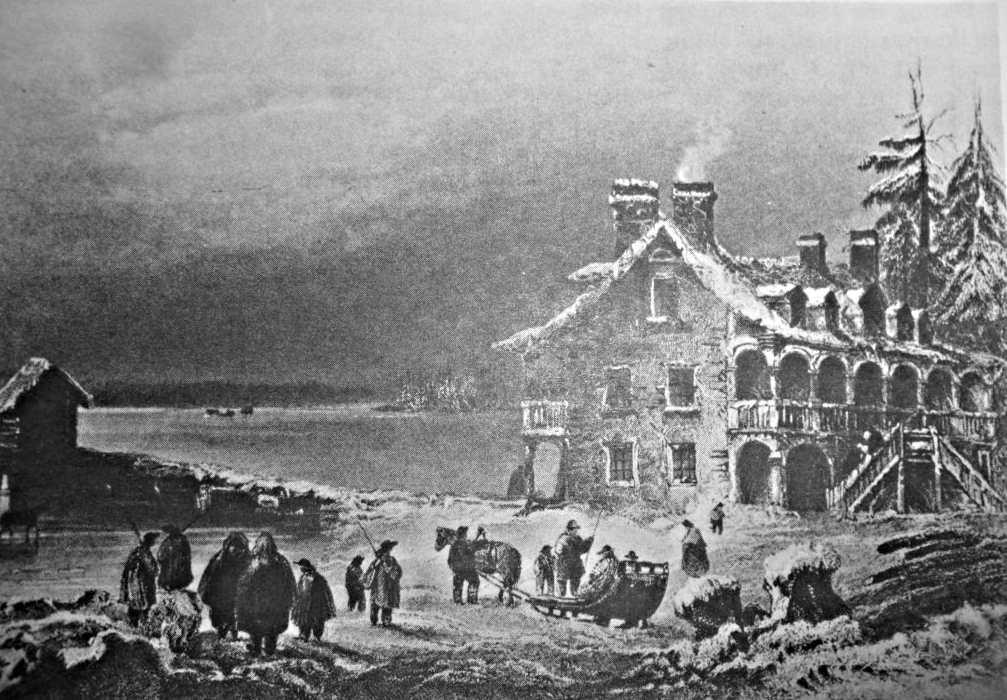
Reproduction de la peinture de l'auberge Symmes par W. H. Bartlett de 1842.

En 1800, l'ordre du jour était de coloniser les terres en accordant la responsabilité à des groupes de « leaders et d'associés » dirigés et financés par un individu qui se verrait accorder de grandes étendues de terre pour ses efforts de création d'une colonie. Près de 40 000 acres de terres dans le canton de Hull ont été accordées à Philemon Wright, un ex-pat Américain de Woburn, Massachusetts qui a été le premier pionnier et le fondateur de la première colonie permanente de la vallée de l'Outaouais. De nombreux colons sont arrivés au cours des premières années et, en tant qu'associés, beaucoup ont reçu de grands lots de 100 et 200 acres à cultiver juste à l'ouest de la nouvelle colonie. Une route s'est bientôt étendue de Wright's Town, d'abord jusqu'au débarcadère de Deschênes en 1802, puis en 1805, elle a été prolongée vers l'ouest jusqu'au débarcadère du lac Chaudière (maintenant appelé le lac Deschênes). La route a été améliorée et élargie en 1818 et avec l'ajout de deux postes de péage, elle est devenue connue sous le nom de Britannia Turnpike. Le débarcadère et le village à son extrémité ouest était appelé le village du lac Chaudière et Turnpike End, éventuellement le village deviendra la ville d'Aylmer.
Cette même année, en 1818, le fils aîné de Philemon, Philemon Junior, a fondé le village quand il a défriché la ferme du lac-Chaudière (une ferme d'approvisionnement pour l'industrie du bois) à Turnpike End, a amélioré le débarcadère et a construit l'hôtel Wright, une taverne et deux magasins. Le débarcadère de Turnpike End était devenu un point d'arrêt très fréquenté, de sorte que l'hôtel Wright, la taverne et les magasins ont été construits pour accueillir tous les voyageurs qui se rendaient en amont des trois-portages de la rivière des Outaouais et en revenaient.
En novembre 1821, Philemon Junior est mort subitement dans un tragique accident de diligence. Par conséquent, Philemon père avait besoin d'un nouveau gérant pour la ferme du lac-Chaudière. Ses autres fils étaient occupés à gérer l'entreprise familiale de bois, alors Philemon père choisit Charles Symmes, son neveu qui était à l'emploi de son oncle depuis deux ans, pour être le nouveau gérant. L'hôtel a été préparé pour son occupation en 1822. En octobre 1823, l'arrangement a été officialisé et plus équitable avec Charles nommé directeur de la ferme et de l'hôtel Wright pour P. Wright & Sons dans un contrat de bail. Charles devait gérer la ferme et également gérer l'hôtel Wright, mais un conflit surgit entre Charles et son oncle Philemon concernant les termes de leur accord, et Charles a déchiré le contrat et a refusé de payer son oncle l'argent qu'il lui doît. Cette dispute fait l'objet d'une décision de justice en faveur de Philemon Wright. Malgré la décision du tribunal, la correspondance entre l'oncle et le neveu est restée cordiale pendant des années.
Charles quitta P. Wright & Sons pour poursuivre ses affaires à son compte à Turnpike End, et avait acquis un lot de 200 acres. En 1830, il fit arpenter sa propriété et la divisa en lots de village pour les vendre à constitut et pour créer un  village gouvernemental pour un bureau de poste et une prison, selon les directives de la Couronne. Il achète également une partie du terrain riverain de Harvey Parker pour y construire un nouveau quai. Il se joint ensuite à la Union Forwarding Company, fondée par John Egan, Ruggles Wright et Joseph Aumond, une compagnie qui exploite le bateau à vapeur Lady Colborne, le premier à opérer dans cette région.
En 1852, ce village obtient son palais de justice et sa prison. Les premiers établissements scolaires et religieux étaient tous des institutions anglaises, mais dans les 1850, ils commençaient à refléter la dualité émergente entre les communautés anglophones et francophones dans ce village, et aussi les citoyens de confession protestant et catholique.
Au vingtième siècle, le caractère résidentiel de la ville s'est davantage défini et en janvier 1975, les municipalités de Lucerne (anciennement Hull-Sud) et de Deschênes deviennent des constituantes de la ville. Le nom d'origine de cette nouvelle ville fusionnée est Lucerne mais le toponyme Aylmer est finalement adopté à la suite d'un référendum l'année suivante qui mettait en compétition ces trois noms ainsi que Portage-du-Lac.
L'appartenance d'Aylmer dans la vie régionale est intégrale. En effet, malgré son origine du langage et sa culture bilingue (relative à Ottawa et à Hull), Aylmer est reconnue comme étant une pièce à ne pas négliger dans la région outaouaise et ses environs. Aujourd'hui, à la suite de la fusion municipale de 2002, Aylmer est maintenant un secteur de la ville de Gatineau et continue d'être reconnue sous son nom original. Le secteur est connu pour sa forte concentration de résidents anglophones, particulièrement à cause de sa proximité avec les villes de Pontiac et Shawville.

## Politique
En 2002, la ville d'Aylmer s'est amalgamée à la ville de Gatineau.

### Liste des maires d'Aylmer (1847 à 2001)
- John Egan (1847–1855)
- Charles Symmes (1855–1858, 1860–1862)
- Robert Conroy (1858–1860, 1866–1868)
- Harvey Parker (1862–1866)
- William McLean (1868–1872)
- Alexandre Bourgeau (1872–1873, 1880–1881)
- Charles Devlin (1873–1876, 1877-1878, 1890–1891)
- DR Coller Munsell Church (1876–1877)
- Thomas Prentiss (1878–1879)
- John Gordon (1879–1880)
- James Henry Mulligan (1881–1882)
- William Jackson Conroy (1882–1884, 1891–1892)
- Narcisse-Édouard Cormier (1884–1890)
- Thomas Ritchie (1892–1898)
- Jean Joseph Emond Woods (1898–1900)
- George C. Rainboth Jr. (1900–1902)
- Thomas John Symmes (1902–1904)
- Thomas D. Sayer (1904–1907)
- Robert Howard Wright (1907–1911)
- Leon Chartier (1911–1913)
- William George Mulligan (1913–1914, 1929–1935)
- James Baillie (1914–1916)
- Armand de Bruyne (1916–1919, 1927–1928)
- Hercule Therien (1919–1921)
- George R. Nash (1921–1925)
- Kenny Edey (1925–1927)
- Amable Elie Beaudry (1928–1929)
- Wilfrid J. Lavigne (1935–1941)
- F. Lloyd Pilgrim (1941–1947)
- Jean-Rene Therien (1947–1948, 1949–1953, 1959–1960)
- Oscar E. Guertin (1949)
- Telesphore G. Lortie (1953–1959)
- J. Neil O'Donnell (1960–1965)
- Eric Acland (1965–1967)
- Edgar Whelan (1967–1970)
- Ernest Lattion (1970–1975)
- Neil O'Donnell (1975–1979)
- Patrick T. Asselin (1979–1983)
- Constance Provost (1983–1995)
- Marc Croteau (1995–2001)

## Évolution démographique
| 1861  | 1871  | 1881  | 1891  | 1901  | 1911  | 1921  | 1931  | 1941  |
| ----- | ----- | ----- | ----- | ----- | ----- | ----- | ----- | ----- |
| 1 586 | 1 650 | 1 762 | 1 945 | 2 291 | 3 109 | 2 970 | 2 835 | 3 115 |

| 1951  | 1956  | 1961  | 1966  | 1971  | 1976   | 1981   | 1986   | 1991   |
| ----- | ----- | ----- | ----- | ----- | ------ | ------ | ------ | ------ |
| 4 375 | 5 294 | 6 286 | 7 231 | 7 198 | 25 714 | 26 695 | 28 976 | 32 244 |

| 1996   | 2001   | 2006   | 2011   | 2016   | 2021   | - | - | - |
| ------ | ------ | ------ | ------ | ------ | ------ | - | - | - |
| 34 901 | 36 085 | 41 532 | 54 630 | 64 655 | 74 750 | - | - | - |

## Éducation
Les services d'éducation publics francophones à Aylmer sont dispensés par le centre de services scolaire des Portages-de-l'Outaouais.
Depuis décembre 2021, deux écoles secondaires francophones, soit l'école secondaire Grande Rivière et l'école secondaire de la Nouvelle-Ère, se partagent la clientèle étudiante du secteur Aylmer. En outre, dix écoles primaires desservent l'entièreté du territoire d'Aylmer.

## Culture

### Patrimoine

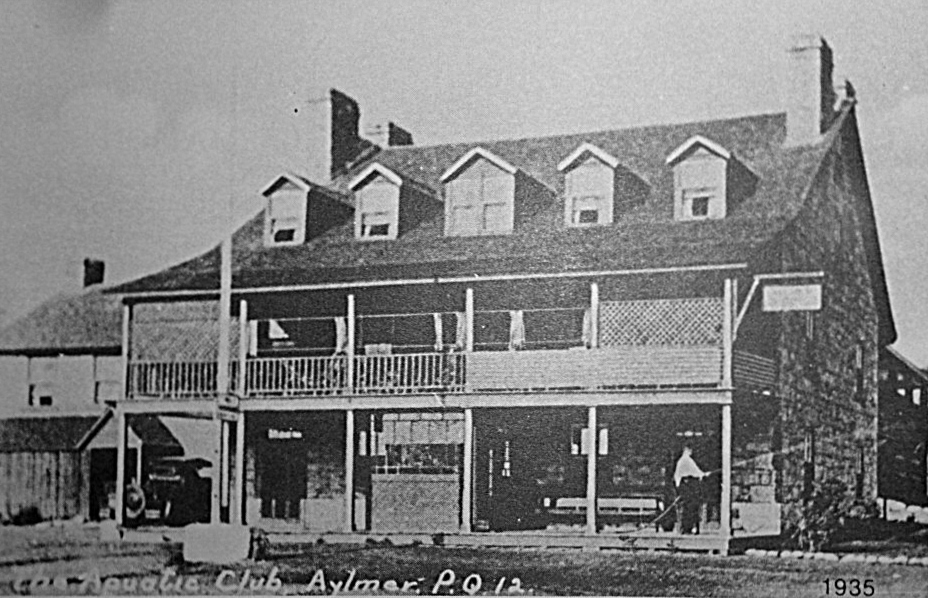
Hôtel Symmes (1935 Aylmer Aquatic Club) P.Q.12.

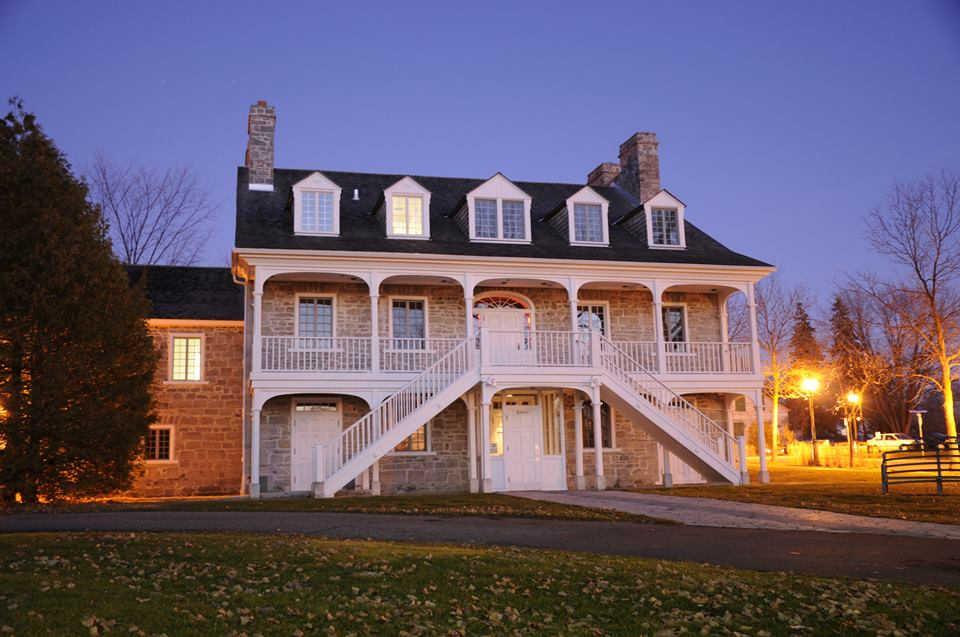
Auberge Symmes (Secteur Aylmer).

Déjà connue sous le nom de Aylmer Hotel et plus tard, Symmes Inn (Auberge Symmes), l'auberge devenue aujourd'hui le Musée de l'auberge Symmes a connu plusieurs rôles qui ont changé l'image de la ville. En 1831, Charles Symmes fit construire cette bâtisse en pierre au bord de l'eau.
Ceci était dans le but de pouvoir accueillir les bateaux à vapeur. Vers 1880, quand le bateau à vapeur perdit de sa popularité, l'auberge perdit une partie de sa clientèle.
Elle fut la deuxième auberge à Aylmer, après l'auberge Wright construit en 1818. À ses débuts, elle servait idéalement d'auberge, puis elle se transforma, dans les années 1900-1930, en appartements. À la suite du feu d'Aylmer en 1921, elle servit de refuge pour les sinistrés. Les familles qui n'avaient plus de logement pouvaient y vivre le temps de retrouver un foyer. Dans l'intervalle de la Première Guerre mondiale et de la Deuxième Guerre mondiale, elle servit de logement à Aylmer Aquatic Club (visible dans l'image portant ce nom).
Plusieurs danses ont eu lieu dans les années à suivre, des orchestres ont également servi de divertissement dans l'auberge. Cependant les décennies passèrent et l'immeuble (comme plusieurs autres), fut pratiquement mené à l'abandon. En 1973, elle devint monument historique. À la suite de ce nouveau titre, les touristes et même la population d'Aylmer se sont mis à venir visiter les lieux. Il s'agit à ce jour à la fois d'un monument historique et d'un Musée.
D'autres immeubles et logements ont su venir s'ajouter au patrimoine d'Aylmer. C'est le cas de la Paroisse Saint-Paul et du Presbytère Saint-Paul (visible dans la photographie portant ce nom prise par Champlain Marcil). Le terrain offert pour la construction de l'église et de son presbytère fut offert par Charles Symmes. En 1840, on acheva la construction de cette première église dans la ville d'Aylmer. L'édifice fut construit en pierre et comprenait un clocher et un toit voûté. Du moins, ce fut le cas jusqu'à ce qu'un incendie vienne détruire le lieu.

### Médias
- Le Bulletin d'Aylmer dessert la région bilingue[22] qu’est le secteur Aylmer. Il s'agit d'un hebdomadaire et d'un site Web qui présente les nouvelles locales[39].

## Tourisme

### Parc des Cèdres
Le parc des Cèdres constitue un important pôle récréatif du secteur d'Aylmer et de la ville de Gatineau, plusieurs infrastructures régionales y sont installées, dont : 
- un pavillon (Le pavillon du parc des Cèdres) regroupant lui-même :
  - une école de voile,
  - un restaurant-bar avec terrasse,
  - des salles communautaires ;
- une capitainerie ;
- une marina ;
- une rampe de mise à l'eau ;
- une plage surveillée ;
- trois zones de stationnement ;
- une zone de jeux / parc pour les enfants ;
- deux zones de tables de pique-nique ;
- un bâtiment avec douches et toilettes.

### Rue Principale
La rue Principale fait partie du chemin défriché par les Wright et leurs associés et appelé Britannia Road en 1804. Depuis ses débuts, cette rue est un point névralgique du Vieux-Aylmer. Il s'agit d'un lieu de culture, de gastronomie et propice aux échanges. Il s'y trouve des galeries d'art, des bibliothèques, une salle de spectacle (La Basoche), des bâtiments historiques, des restaurants gastronomiques, des bistros, des brasseurs et des boutiques artisanales.

## Personnalités liées
- De nombreux personnages, dans diverses sphères culturelles, ont pu procurer une identité à la ville elle-même. On y compte, entre autres Emma Lajeunesse (devenue Albani) qui passait souvent à Aylmer dans sa jeunesse (elle habitait principalement à Ottawa[41]) pour venir accompagner son père qui avait plusieurs élèves à qui il enseignait la musique. Madame Albani atteignit une renommée internationale[42] et devint un emblème de réussite.
- Meredith Henderson Actrice lauréate d'un prix Gémaux, vivant actuellement à Los Angeles, CA
- Polly Shannon, actrice, vit aujourd'hui à Hollywood, en Californie.
- Matthiew Klinck (réalisateur de Hollywood) né à Aylmer
- Hélène Bourgeois Leclerc, comédienne.
- Xavier Caféïne, auteur, compositeur, interprète.
- Dean DeBlois, réalisateur (How To Train Your Dragon, 2010)
- Paul et Isabelle Duchesnay, patineurs artistiques et médaillés olympiques.
- Luce Dufault, chanteuse.
- Léo Gravelle, ancien joueur de hockey dans la Ligue nationale de hockey avec les Canadiens de Montréal et les Red Wings de Détroit.
- Caroline Calvé, snowboardeuse olympique
- Yannick Lupien, nageur olympique (2000, 2004), médaillé d'argent au championnat du monde Montréal 2005.
- Matthew Barnaby ancien joueur de la LNH
- Peter Jennings, ancien présentateur du journal télévisé de la chaîne américaine. Il a grandi à Aylmer.